# Reithrodontomys raviventris
Reithrodontomys raviventris (солончакова миша) є зникаючим гризуном, ендемічним для солончаків району затоки Сан-Франциско в Каліфорнії.

## Морфологічна характеристика
R. raviventris досягає загальної довжини від 118 до 175 міліметрів, довжини хвоста від 56 до 95 міліметрів і довжини задніх лап від 15 до 21 міліметра. Вага коливається від 76 до 145 грамів, має темно-коричневе хутро на спині, з якого виділяється темна поздовжня смуга. Боки можуть бути жовто-коричневими або від рожевого до коричного кольору. Біля передньої основи вух часто є пучки жовтуватого волосся. Самі вуха темного кольору. Хвіст двоколірний, зверху з коричневими волосками. Тварини з південного району затоки Сан-Франциско зазвичай мають червонуватий живіт, тоді як на півночі багато тварин мають білуватий живіт.

## Спосіб життя
Солончакова миша живе в невеликих сферичних гніздах, побудованих із сухої трави на землі. Ці трав’яні гнізда мають діаметр приблизно від 150 до 175 міліметрів. Тварини ведуть переважно нічний спосіб життя. Оскільки середовище їхнього проживання містить багато джерел води, іноді їм доводиться пересуватися, плаваючи. Їх шерсть досить водовідштовхувальна, і вони можуть добре плавати. Під час найбільшої зимової повені вони відступають на більш високі луки. Оскільки вони не агресивні по відношенню до інших представників свого виду, іноді можуть жити ближче разом і пристосовуватися до різних місць. Солянка (Salicornia virginica) є їх основним і улюбленим місцем проживання, а також основним джерелом їжі. Вони також їдять невелику кількість насіння та комах. Взимку раціон переводять переважно на трави. Як адаптацію до свого середовища існування вид здатний покривати свої потреби в рідині за допомогою солоної води.
Період розмноження триває з березня по жовтень або листопад. Середній виводок – чотири дитинчати. Зазвичай самиця народжує лише раз на рік. Це суттєво відрізняє цих мишей від спорідненого виду Reithrodontomys megalotis, який може давати виводок майже будь-якого місяця, якщо погода не дуже холодна.